# Corso di Porta Romana

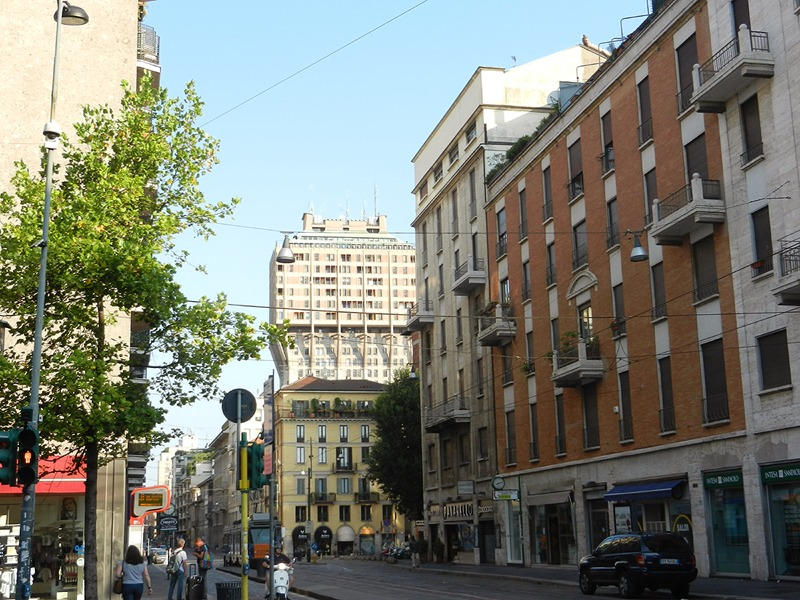
Corso di Porta Romana

Corso di Porta Romana is een radiale straat in Milaan, die begint op Piazza Missori, vlak bij Piazza del Duomo, en eindigt op Piazza Medaglie d'Oro, nabij de oude Porta Romana.

## Geschiedenis
Het is een van de oudste lanen in het historische centrum van Milaan en komt overeen met de oude decumanus van het antieke Mediolanum. In de Romeinse keizertijd lag aan de Romeinse Porta Romana, buiten de stadsmuren, de Via Porticata. Het was een monumentale weg voor wie uit Rome kwam langs de Via Mediolanum-Placentia; vanuit Placentia gezien was de Via Porticata de laatste 600 m van de verbindingsweg en bracht de reiziger tot aan de stadspoort Porta Romana.
De Corso di Porta Romana was lange tijd het centrum van het stedelijke leven in Milaan en de voorkeurplaats voor de residenties van de adel van Milaan.

## Vervoer
Op de Corso di Porta Romana zijn volgende stations van de Metro van Milaan:
- Missori
- Crocetta
- Porta Romana
- Santa Sofia